# Sopky Kamčatky
Vulkány Kamčatky (rusky Вулканы Камчатки, v překladu Sopky Kamčatky) jsou významnou oblastí sopečné aktivity, s mnoha vyhaslými i aktivními sopkami různých druhů a množstvím přidružených sopečných úkazů. Nacházejí se na kamčatském poloostrově v Rusku. Spolupůsobení aktivních sopek s ledovci zde zformovalo krajinářsky hodnotnou krajinu s jezery, řekami, působivým pobřežím a s velkou rozmanitostí druhů rostlin a zvířat.
"Sopky Kamčatky" je zároveň název největšího a nejvýznamnějšího přírodního parku Kamčatky, zapsaného v roce 1996 na seznam Světového dědictví UNESCO. Přírodní park Sopky Kamčatky se dělí na čtyři podřazené přírodní parky: Bystrinský přírodní park, Ključevský přírodní park, Nalyčevský přírodní park a Jihokamčatský přírodní park. Správa parku sídlí na adrese: Природный парк "Вулканы Камчатки". 684000, Россия, Камчатский край, г. Елизово, ул. Завойко, 33.

## Flóra
V chráněném území se nachází obrovské množství rostlin, včetně národně ohrožených druhů a nejméně šestnácti endemických.

## Fauna
Zvláštní poloha Kamčatky mezi Tichým oceánem a Asijským kontinentem dala tomuto místu výjimečné podmínky pro život zvířat. Vyskytuje se zde mnoho druhů ptáků, Kamčatka je rodištěm lososovitých ryb, kterých je v několika místních řekách tolik druhů, jako nikde jinde na světě. Kromě toho se v lokalitě koncentruje život mořské vydry a je tu spousta hnědých medvědů.

## Seznam sopek

### Sopky Středního vulkanického pásma
- Chuvchoj, 2 618 m
- Alněj, 2 581 m
- Ostraja sopka, 2 539 m
- Šišel, 2 525 m
- Uksičan, 1 692 m
- Ičinskaja sopka, 3 621 m
- Changar, 2 000 m

### Sopky Východního vulkanického pásma
- - Chajljulja
  - Načikinskij vulkán
  - Šiveluč, 3 283 m - činný
- Sopky Charčinské skupiny:
  - Charčinskij
  - Zarečnyj
- Sopky Ključevské skupiny:
  - Krestovskij, 4 057 m - aktivní
  - Sredňaja sopka, 2 978 m
  - Uškovskij, 3 943 m
  - Ključevskaja 4 750 m - nejvyšší bod Kamčatky
  - Kameň, 4 575 m
  - Bezymjannyj, 2 866 m - aktivní
  - Obaľnaja Zimina, 3 081 m
  - Ostraja Zimina, 2 744 m
  - Gornyj zub, 2 242 m
  - Tolbačik, 3 682 m
    - Ostryj Tolbačik - 3 682 m
    - Ploskij Tolbačik - 3 140 m

  - Udina, 2 943 m
    - Bolšaja Udina, 2 943 m
    - Malaja Udina, 1 945 m

  - Kizimen
- Sopky Východokamčatského synklinálního příkopu:
  - Vysokij (2 161 m)
  - Gamčen
  - Šmidta
  - Kronocká sopka, 3 528 m
  - Krašeninnikova
  - Kichpinyč
- Sopky gejzírové deprese:
  - Taunšic
  - Kaldera Uzon
  - Dolina gejzerov
  - Bolšoj Semjačik
- Sopky tektonické deprese:
  - Malyj Semjačik
  - Karymská sopka, 1 486 m
  - Akaděmii Nauk
- Sopky Županovsko-dzenzurké skupiny:
  - Županovskij
  - Dzenzur
- Sopky východního hřbetu:
  - Bakening
  - Vačkažec, 1 556 m
- Sopky Avačinské skupiny:
  - Aag, 2310 m
  - Arik, 2166 m (vedlejší vrchol Aagu)
  - Korjacká sopka, 3 456 m
  - Avačinská sopka, 2 741 m
  - Kozelská sopka, 2 189 m
- Sopky Jihokamčatského synklinálního příkopu:
  - Viljučinskij, 2 175 m
  - Otdělnyj
  - Ostaněc
  - Javinskij
- Sopky Tolmačevské deprese:
  - Tolmačov Dol
  - Gorelyj
  - Opala
  - Mutnovskaja sopka, 2 323 m
  - Vysokij (1 234 m)
  - Asača, 1 910 m
  - Golaja sopka
- Sopky Kurilské deprese:
  - Želtovskij
  - Iljinskij (sopka)
  - Kurilské jezero
  - Dikij Grebeň
  - Kambalnyj, 2 156 m
  - Košelev
- Sopky Golynské deprese:
  - Piratkovskij
  - Chodutka, 2 087 m
  - Ksudač, 1 079 m
  - Oľchovyj
  - Kellja
  - Ozernoj
  - Beleňkaja
  - Maškovcev